# Rafael Villar
Rafael Villar Cornago (Barcelona, 9 de agosto de 2004) es un baloncestista español  que pertenece a la plantilla del Baskonia de la Liga ACB. Con 1,91 metros de altura juega en la posición de base.

## Trayectoria
Formado en las categorías inferiores del FC Barcelona, el 12 de noviembre de 2021, el base catalán debutó con el primer equipo azulgrana en un partido de Euroliga, anotando dos puntos ante el Zalgiris Kaunas.
En la temporada 2022-23, forma parte de la plantilla del FC Barcelona "B" de Liga EBA, en el que promedia 13,1 puntos, 6,6 asistencias y 25,7 de valoración en siete partidos.
El 15 de octubre de 2022, hace su debut en la Liga ACB en la jornada 4 en el Pabellón Nou Congost en un encuentro que acabaría con victoria por 78 a 101 frente al Baxi Manresa, donde disputaría 4 minutos y 19 segundos en los que anotaría 2 puntos.  En la misma temporada también disputaría algunos segundos de los partidos frente al Lenovo Tenerife y Covirán Granada.
El 14 de diciembre de 2022, el jugador firma por el Força Lleida Club Esportiu de la Liga LEB Oro, cedido por el FC Barcelona hasta el final de la temporada.
El 1 de julio de 2025 firma por tres temporadas con el Baskonia de la Liga ACB.

## Selección nacional
Es internacional en las categorías inferiores de la selección española. 
El 7 de agosto de 2022 ganó el Europeo Sub-18 celebrado en la ciudad de Izmir (Turquía), ganando al equipo turco en la final por 61-68.
El 2 de julio de 2023 ganó el oro en el Mundial Sub-19 celebrado en Debrecen (Hungría).
Fue convocado por primera vez por Sergio Scariolo para jugar con la selección absoluta en los partidos contra Eslovaquia del 22 y el 25 de noviembre de 2024 de cara al Pre Europeo, debutando el 25 de noviembre.